# Unity (Oregon)
Unity – miasto w Stanach Zjednoczonych, w stanie Oregon, w hrabstwie Baker.